# Pensieri sulla democrazia in Europa
(Giuseppe Mazzini, Pensieri sulla democrazia in Europa, Art. I)
I Pensieri sulla democrazia in Europa furono scritti in inglese dal genovese Giuseppe Mazzini durante la sua permanenza da esule a Londra, e furono pubblicati sul People's Journal tra il 1846 e il 1847. Mazzini scrisse sette articoli, dedicati alla definizione della democrazia e alla critica delle correnti democratiche, e con un ottavo rispose alle accuse mossegli da alcuni rappresentanti di queste ultime.
In Italia, era nota solamente una rielaborazione dei Pensieri risalente al 1852. Gli articoli furono nuovamente tradotti in lingua italiana dal professor Salvo Mastellone, il quale curò un'accurata introduzione all'edizione pubblicata da Feltrinelli nel 1997 e ampliata nel 2005.

## Contenuto
Mazzini esordisce con alcune righe indirizzate al Direttore del People's Journal, John Saunders, ove auspica una buona accoglienza per i suoi articoli. Il genovese firma l'epistola, e vi appone la data "Londra, 1º agosto 1846". Tuttavia, in una nota al termine dell'Articolo VI, l'Editor prende le distanze da Mazzini su alcuni punti della sua trattazione, pur affermando la sua intenzione di pubblicare integralmente l'opera sul giornale da lui diretto.

### Articolo I, suPeople's Journal, n. 35, 28 agosto 1846
Nel primo articolo, Mazzini denota il "carattere eminentemente religioso" del "movimento democratico", facendo anche espressamente riferimento alla dottrina cattolica. Inoltre, è in questo articolo che esplicita il fine della democrazia: "il progresso di tutti per opera di tutti sotto la guida dei migliori e dei più saggi"; l'esule genovese polemizza sulla sfiducia che, in Europa, si ha nei riguardi del movimento democratico, dovuta alla paura che la Rivoluzione francese ha suscitato in molti pensatori europei, soprattutto inglesi.

### Articolo II, suPeople's Journal, n. 40, 3 ottobre 1846
Viene esaminata la dottrina basata sui diritti individuali. Mazzini la collega ai doveri di ogni singolo, poiché egli reputa i diritti dei "mezzi capaci di raggiungere il fine" e non come il fine stesso.

### Articolo III, suPeople's Journal, n. 47, 21 novembre 1846
Mazzini prosegue con la critica alla filosofia utilitarista di Jeremy Bentham, sostenendo che "i Sansimoniani, i Fourieristi, gli Owenisti, i Comunisti sono tutti seguaci di Bentham", i cui fini sono, sempre e in ogni caso, l'utilità, il benessere e la maggiore felicità possibile.

### Articolo IV, suPeople's Journal, n. 51, 26 dicembre 1846
Nell'opinione di Mazzini, le idee dei sansimoniani sono state prolifiche, ma in passato: "Essi si accorsero - scrive - che l'uomo è completo solamente attraverso l'unità di Pensiero e Azione, che il Pensiero è il germe dell'Azione"; Pensiero ed azione" è, non a caso, il celeberrimo motto mazziniano. Tuttavia, e per la fine che hanno fatto i sansimoniani e per il fatto che si proclamavano seguaci dell'Utile benthamiano, Mazzini ritiene che sia d'uopo non considerarli più come parte della coalizione democratica.

### Articolo V, suPeople's Journal, n. 58, 6 febbraio 1847
Sostiene Mazzini che per Fourier non vi è un dovere di progresso morale. Viene ribadito il concetto di religiosità e di passionalità della missione; traspare il Mazzini romantico, un Titano che si fa carico dello Streben.

### Articolo VI, suPeople's Journal, n. 68, 17 aprile 1847
Il sesto articolo è il più lungo, ed è quello che mira a contestare i pilastri del comunismo. L'autore asserisce, infatti, che tale movimento è oramai caratterizzato da una deriva materialista, e che esso demolisce i concetti di proprietà, famiglia, patria e individualità; concetti che sono imprescindibili nella concezione mazziniana di società.

### Articolo VII: Nazionalità e Cosmopolitismo
Mazzini ritiene che sia necessario costruire una società in cui le Nazioni non siani rivali, ma siano, al contrario, unite. Egli afferma apertamente di essere un cosmopolita. Anticipa le idee che portano alla creazione dell'Unione europea.

### Articolo VIII: Un'ultima parola sul Fourierismo e sul Comunismo, in risposta ai Signori Doherty e Barmby
Con questo articolo, Mazzini si difende da due accuse: una mossagli da Hugh Doherty, fourierista, mediante un articolo sul numero 71 del People's Journal, pubblicato l'8 maggio 1847 e intitolato Fourier and his Philosophy (Fourier e la sua filosofia); l'altra proveniente dal comunista Goodwin Barmby, che rispose a Mazzini con lo scritto Defence of Communism, on Religion, Family, Country, Property and Government (Difesa del comunismo, sulla religione, sulla famiglia, sulla patria, sulla proprietà e sul governo), edito dal People's Journal il 22 maggio 1847, sul numero 73, due settimane dopo la critica di Doherty. Mazzini replica, citando i documenti dai quali aveva desunte le informazioni che gli hanno permesso di contestare tali dottrine nei suoi precedenti articoli.